# Hermine Weinreb
Hermine Weinreb (* 31. Dezember 1862 als Hermine Herzfelder in Brünn; † 20. Oktober 1922 in Wien) war eine österreichische Reformpädagogin, Vertreterin der Individualpsychologie und Leiterin der ersten Kindergemeinschaft der Wiener Kinderfreunde.

## Leben
Hermine Weinreb wuchs in einer bürgerlichen Familie auf und genoss eine gute Schulbildung. Sie sprach Deutsch, Französisch, Italienisch, Englisch und ein wenig Tschechisch. Sie wollte Lehrerin werden, aber ihre Eltern waren damit nicht einverstanden. Nach dem Tod ihres Mannes Philipp Weinreb im Juni 1898 schloss sie sich der Sozialdemokratie und den Kinderfreunden an. Sie wurde Vorsitzende der Kinderfreunde Wien-Alsergrund.
1912 richtete sie am Alsergrund einen Hort der Kinderfreunde ein. Um die bürgerlichen Kinder des Alsergrunds den Arbeiterkindern der Brigittenau anzufreunden, begann sie mit der Bezirksgruppe der jenseits des Donaukanals gelegenen Kinderfreunde zusammenzuarbeiten.
Nach dem Ersten Weltkrieg und dem Zusammenbruch der Donaumonarchie stellte das Kriegsministerium frei gewordene Militär- und Spitalsbaracken zur Verfügung, die zu Horten und Heimen umfunktioniert werden konnten. Auf Initiative von Weinreb wurde eine Baracke am Schafberg für eine Kindererholungsaktion zur Verfügung gestellt, bei der sie mit Hilfe des jungen Pädagogen Otto Felix Kanitz auch pädagogische Ziele umsetzen konnte.
Diese gelungene Aktion beflügelte Weinreb bei dem Vorhaben, im vom Kaiser verlassenen Schloss Schönbrunn ein Kinderheim und die Schönbrunner Erzieherschule einzurichten. Dem Wiener Vizebürgermeister Max Winter, der seit 1917 Reichsobmann der Kinderfreunde war, gelang es im August 1919 84 geeignete Räume zu requirieren. Im Oktober konnte der Schulbetrieb aufgenommen werden und am 12. November 1919 fand die offizielle Eröffnung der Kinderfreundeschule Schönbrunn statt, wo Weinreb unterrichtete und im Erziehungsbeirat engagiert war. Unter dem Lehrkörper fand sich auch ihr Lehrer Alfred Adler.
Die Entbehrungen der Kriegsjahre gingen an Hermine Weinreb nicht spurlos vorüber, trotzdem achtete sie darauf, dass Lebensmittelspenden ausschließlich „ihren Kindern“ zugutekamen.
1925 widmete ihr Kanitz sein Buch Das proletarische Kind in der bürgerlichen Gesellschaft.

## Werk
Bei der Kindererholungsaktion auf dem Schafberg war die Ernährung der Kinder vorrangig. Trotzdem versuchte Weinreb mit Hilfe des jungen Pädagogen Otto Felix Kanitz, ebenfalls Individualpsychologe, ihr Ziel, die demokratische Gemeinschaftserziehung nach Alfred Adler, zu verwirklichen. Kanitz hatte 1919 eine Sommererholungsaktion für mehr als tausend Kinder in den Baracken eines ehemaligen Militärlagers in Gmünd organisiert.
Die positiven Resultate des pädagogischen Experiments bei der Kindererholungsaktion bestärkten Weinreb in ihrem Vorhaben, eine Erzieherschule einzurichten, in der moderne Grundsätze der Pädagogik erarbeitet und gelehrt werden, um so eine neue Generation von Erzieherinnen und Erziehern heranzubilden.
Hermine Weinreb führte ihre Kindergruppe mit – für die damalige Zeit – völlig neuen Methoden, die auch bei der Wiener Schulreform zur Anwendung kamen. Statt Autorität, Zwang und Drill standen die Grundsätze demokratischer Selbstverwaltung und Selbstbestimmung im Vordergrund. Die Erziehung sollte zum Gemeinschaftsdenken, zur gegenseitigen Hilfe, zur Selbstbestimmung, zum politischen Denken und zur Friedensliebe hin führen. Die bisherigen Lebensgewohnheiten sollten hinterfragt werden. Kitsch und Schund sollten mit klassischer Musik und gute Literatur, Passivsport durch Körperkultur, Rauchen und Alkoholmissbrauch durch Abstinenz und der Glaube an die Monarchie durch demokratisches Denken ersetzt werden. Das war der Kern des „Schönbrunner Geists“, der das Wesen des neuen Menschen bilden sollte.

## Ehrungen
2017 wurde in Hernals eine Grünfläche Hermine-Weinreb-Park benannt.